# Aérodrome de Lure - Malbouhans
L’aérodrome de Malbouhans (code OACI : LFYL) est un site militaire désaffecté ayant servi entre les années 1950 et 1998 de base secondaire, puis de terrain annexe de désserrement à la Base aérienne 116 Luxeuil-Saint Sauveur. Situé dans la commune de Malbouhans, il est au nord-est de la ville de Lure dans le département français de la Haute-Saône.
Après la Guerre froide, il fait l'objet de plusieurs tentatives de reconversion, avant de se retrouver partiellement en friche au début du XXIe siècle.

## Localisation
Il est majoritairement situé sur le territoire des communes de Malbouhans et de La Neuvelle-lès-Lure. Il déborde également sur les limites des communes de Lure, de Saint-Germain, de Froideterre, Roye et de La Côte ; toutes ces communes font partie du département de la Haute-Saône, en région Bourgogne-Franche-Comté.

Vues aériennes.
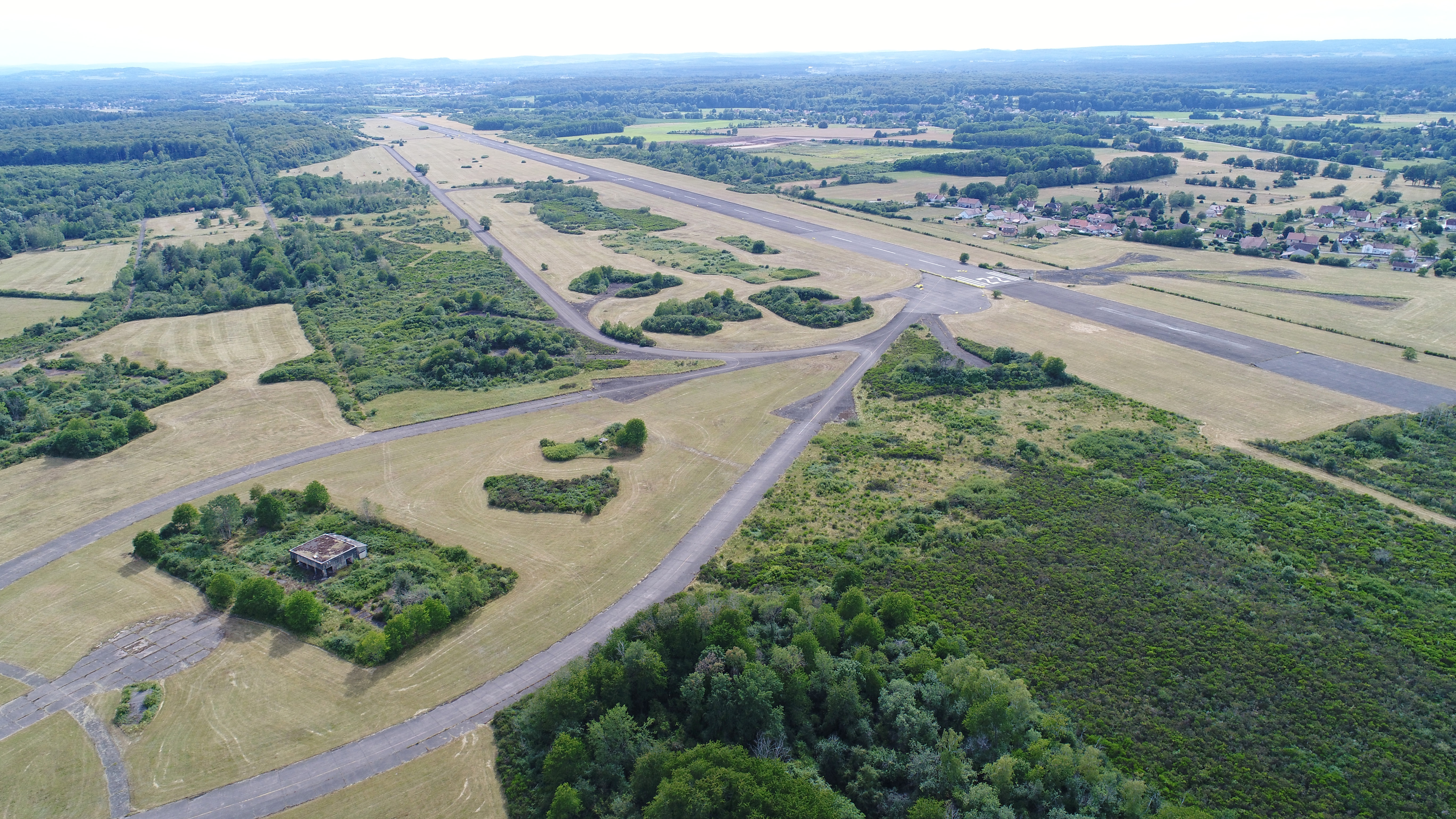
Aérodrome vu de Malbouhans.
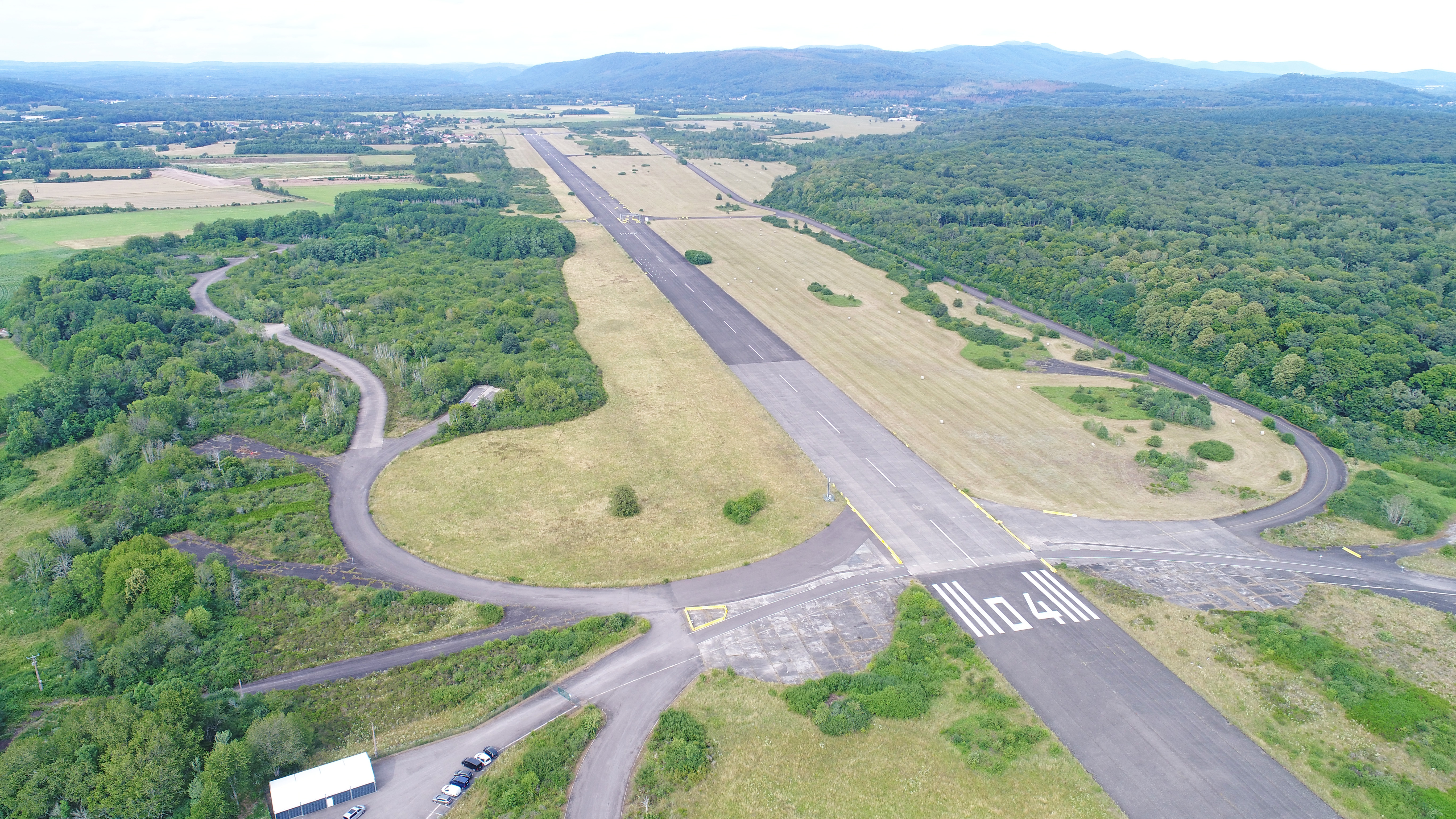
Base de Malbouhans vue de Lure.
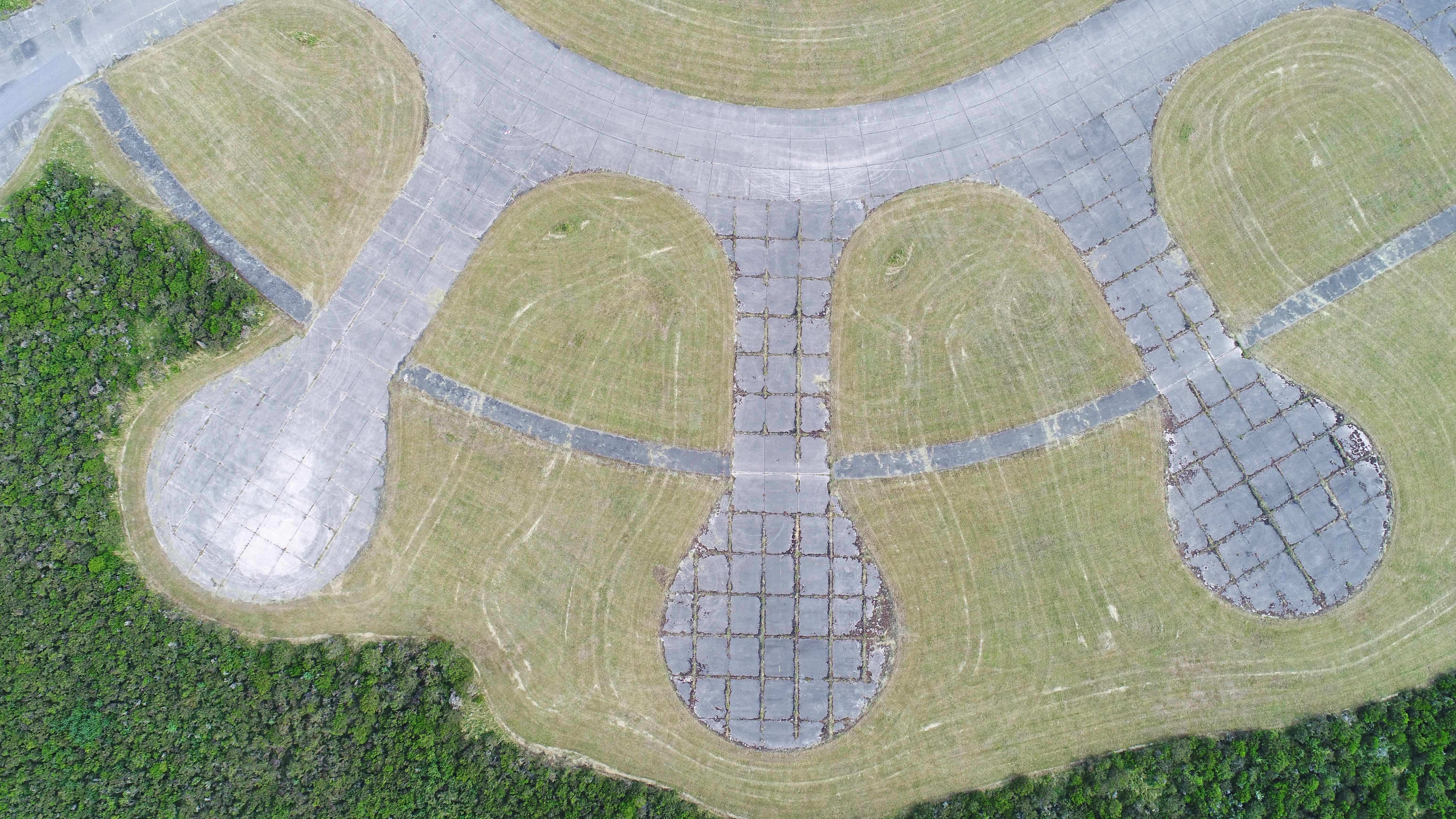
Détail : les alvéoles.

## Histoire

### Avant 1950
Créé comme terrain d'aviation en 1936, le site est une vaste plaine herbeuse servant de piste d'atterrissage.
Il est utilisé par l'Armée de l'air en 1940 : bombardiers moyens, reconnaissance (Groupe Aérien de Reconnaissance, GAR I/55, le 20 mars 1940 et GR II/55, fin août 1939) ; puis par la Luftwaffe, pour des unités de reconnaissance ; celle-ci en élargit l'emprise en 1942. Lure-Malbouhans devient base aérienne 184, en 1948.

### Guerre froide
Durant cette période, tout l'Est de la France est tapissé de bases aériennes confiées à l'OTAN. 
L'aérodrome est une base secondaire de l'OTAN. Sa piste orientée 04/22 est aménagée en béton dans les années 1950 selon les normes de l'OTAN. Un balisage lumineux est mis en place pour l'approche 04, à la fin de la décennie.
Le site accueille d'abord des F-100 puis des Mirage III de la Base aérienne 116 Luxeuil-Saint Sauveur dont il est est une base de dispersion (ou de désserrement).
Les constructions en béton y sont rares ; les avions sont entreposés à découvert, en général sur deux aires disposées soit en marguerites, soit en trompettes en bout de piste. Des hangars en toile à structure métallique abritent les avions lors d'opérations de maintenance délicates. Le secteur vie de la base (hébergement, restauration, bureaux) est essentiellement composé de bâtiments en tôle type Fillod. La base dispose de deux dépôts de munitions, le premier dans l'emprise de l'aérodrome ; le second, à l'extérieur du site, à 3,5 km au nord-ouest, sur le territoire de la commune de Saint-Germain.
Le site est définitivement retiré du domaine aéronautique en 1998.

### Reconversion

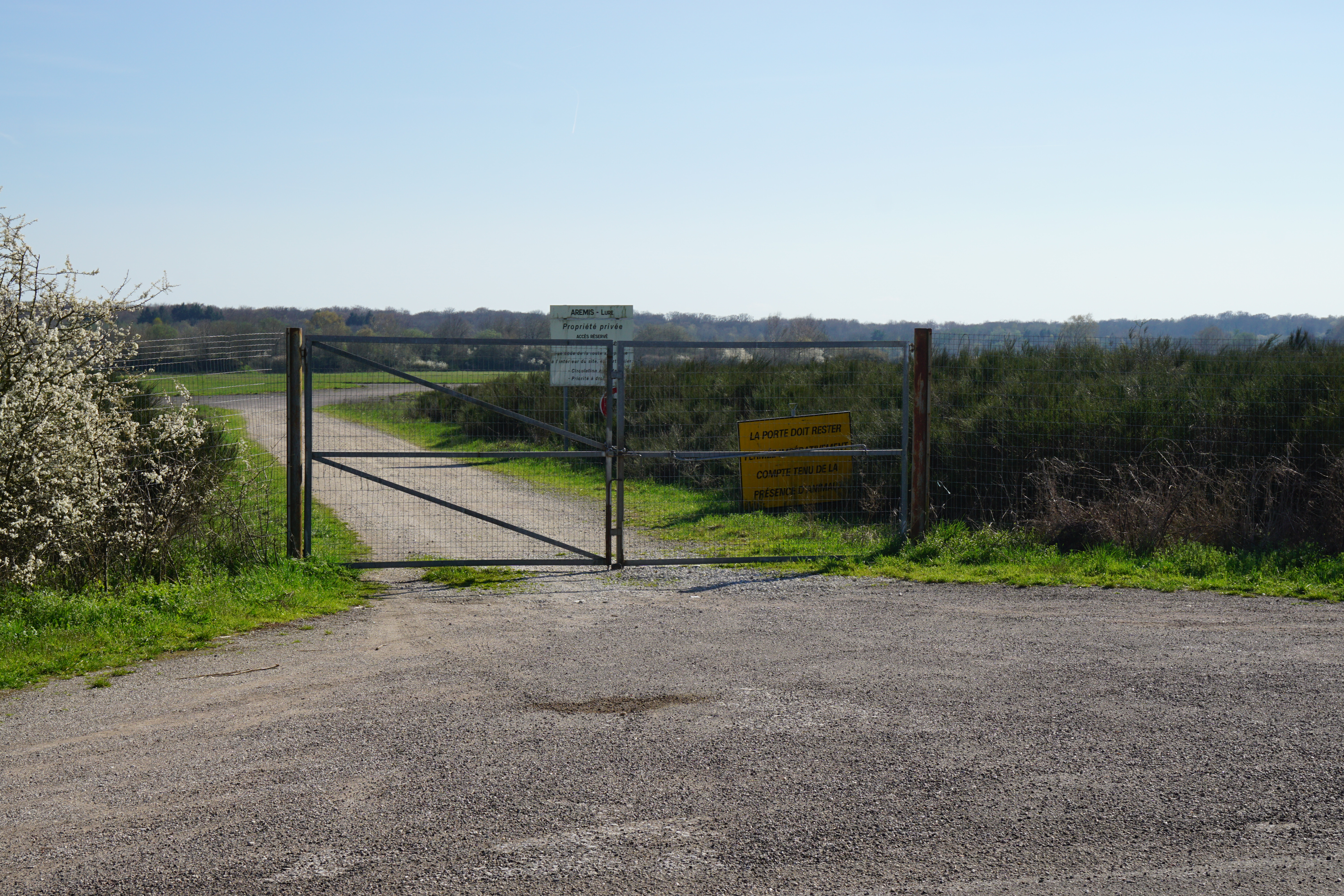
L'entrée nord du site AREMIS à Malbouhans.

Il est racheté par le Conseil général de la Haute-Saône en 2005 dans le but de lui redonner une nouvelle destination. Le projet est interrompu par des revendications écologiques,, l'aérodrome étant reconnu comme zone naturelle d'intérêt écologique, faunistique et floristique (ZNIEFF). Le projet, toujours d'actualité en 2025, consiste en la reconversion des structures existantes en un petit pôle de compétitivité (véhicules du futur). L'espace de près de 240 hectares est utilisé plusieurs fois par an pour de grandes manifestations telles que des compétitions automobiles, des concours de labour et des raves parties.
En 2021, EDF Renouvelables projette d’y installer une centrale photovoltaïque. Celle-ci occuperait une surface de 13 ha pour une puissance en crête de 17,5 MW (le projet initial prévoyait le double), elle permettrait de couvrir la consommation électrique de 8 844 habitants hors chauffage, soit près de moitié des foyers de la communauté de communes du pays de Lure. Le projet fait l'objet d'une enquête publique début 2025.